# 菲律宾共产主义叛乱
菲律宾共产主义叛乱是菲律賓政府与菲律宾共产党及其新人民军之间的武装冲突。新人民军是马列毛主义的武装派别之一。菲律宾共产主义叛乱是世界上持续时间最长的共产主义叛乱活动，而新人民军叛乱是菲律宾规模最大、最活跃的共产主义武装冲突，1969年至 2008年间，有超过43,000人因叛乱而死亡。由于菲律宾民族民主阵线（NDFP）也是菲共的合法派别，所以经常与冲突联系在一起，通常叛乱也被称为菲共-新人民军-全国民主阵线冲突，简称为C/N/N冲突。
叛乱活动可以追溯到1969年3月29日，当时西松新成立的菲律宾共产党与伯纳贝·布斯卡诺领导的一个小型武装团体结盟。 布斯卡诺的团体原本是1930年代马列主义政党(PKP-1930)的一个单位，但两人已经与该党分裂，后来更名为新人民军 (NPA)，并成为菲律宾共产党的武装派别之一。两年后，费迪南德·马科斯总统宣布戒严令，导致许多年轻人变得激进并加入共产党，菲律宾共产党-新人民军势力迅速壮大。
1992年，新人民军分裂为两派：以施顺为首的和谈派和主张组建更大规模的军事单位并城市叛乱的拒绝派。 几个较小的叛乱团体从新人民军中分裂并崛起。 包括从1995年持续至今的马克思列宁主义——革命工人党叛乱以及其他武装团体的叛乱。在1992年新人民军分裂之前，还有另一个重要的分裂团体——科迪勒拉人民解放军，它更重视菲律宾科迪勒拉地区的区域自治。

## 背景
1930年11月7日，菲律宾共产党在共产国际的帮助下成立，由菲律宾人民党和菲律宾社会党（1932年）的成员组成。1942年，菲律宾共产党领导虎克军发动抗日斗争。1950年，虎克军改组为“人民解放军”，继续反对菲律宾政权。然而到1954年底，武装斗争实际上已经结束。

### 菲律宾共产党成立（1968年）
早期的菲律宾共产党是由菲律宾工人党和菲律宾社会党的成员在共产国际的帮助下于1930年成立。1942年，它领导了针对日本的武装起义。第二次世界大战期间，这些共产主义游击队与日军作战。在接下来的几十年里，毛派派别开始组织群众组织，并举办马列毛主义理论研究。他们最终脱离了旧党，并于1968年组建了菲律宾共产党/马列毛主义。

### 新人民军成立（1969）
何塞·马利亚·西松和贝尔纳贝·布斯凯诺于1969年为其组织建立武装力量，称“新人民军”，与原1940年代成立的人民抗日军（即虎克军，俗称“旧人民军”）以示区分，和比其早一年成立的缅甸新人民军同名，为菲共-马列毛主义的武装派别之一。 新的毛主义领导层将放弃与费迪南德·马科斯政府合作的改良主义思想，并执行毛主义原则，旨在通过发动人民战争，通过新民主主义创建一个社会主义国家。据估计，其初期实力约有60名游击队员和35件武器。

## 新人民军的形成时期（1969-1972）

### 创建之初的实力和战术
当布斯卡诺的部队于1969年成为新人民军时，据报道他们只有60名游击队员和35支二战时期的枪支。
起初，新人民军试图遵循毛泽东思想的军事学说“建立稳定的根据地”但当他们的部队在吕宋岛北部伤亡惨重时，他们放弃了这一方针，开始分散兵力。
据称，新人民军的武器库存增加到了60支枪，但这60支枪在与菲律宾武装部队的遭遇战中全部丢失，直到维克多·科普斯中尉叛逃和12月29日对军械库进行突袭他们才重新获得火力。
即使在1972年9月23日宣布戒严法时，菲律宾国家安全委员会也没有将新人民军视为重大威胁。而就在几天前，即1972年9月19日，委员会的威胁评估为“介于‘正常’和‘内部防御条件’之间”。国家情报和安全局的法比安·维尔将军后来回忆说，“即使宣布戒严，共产党也不是真正的威胁。军队可以对付他们。”

### 馬可仕政府对新人民军的神话
尽管当时新人民军规模较小，但馬可仕政府大肆宣传其威胁，据说是因为将有助于美国对菲律宾的政治和经济支持，菲律宾国内陷入了红色恐慌中。结果，正如安全专家理查德·J·凯斯勒指出，馬可仕政府“将该组织神话化，赋予其革命光环，从而吸引了更多支持者”。

### 1970年12月的军械库突袭
1970年12月29日，菲律宾军事学院（PMA）教官维克多·科普斯中尉叛逃到新人民军，并领导对学院的军械库突袭，这次突袭的时间选择在大多数学员外出度假的圣诞节期间，新人民军终于能重新获得武器装备。军事学院的高级官员，包括负责人乌加德将军，已离开营地，在费迪南德·马科斯总统按计划抵达附近的碧瑶市后举行会面。科珀斯是PMA的军官，他指导新人民军（NPA）的突袭小组，该小组携带勃朗宁自动步枪、卡宾枪、机关枪和各种其他武器弹药成功逃脱。

### 首次暴力事件
根据现已退休的准将维克多·科普斯将军称，新人民军的第一次叛乱发生在1971年 8月21日，新人民军武装分子向马尼拉自由党集会的舞台投掷了三枚手榴弹，造成9人死亡，95人受伤。
这次袭击在许多学者中存在争议，这些史学家将总统费迪南德·马科斯归咎为爆炸事件的主谋。何塞·玛丽亚·西松和菲律宾共产党否认对爆炸事件负责。
历史学家约瑟夫·斯卡利斯为，虽然马科斯政府与菲律宾共产党 (PKP-1930) 结盟，但（PKP-1930）在1970年代初实施了爆炸事件，“现在的历史证据压倒性地表明，菲律宾共产党尽管与自由党结盟，却应该对这次爆炸事件负责，这是一种保持镇压的手段，他们认为这会加速革命。”新人民军于1972年爆发全面叛乱并依靠小型武装社区单位宣传。
NPA承认的第一次战术行动直到1974年才发生，即费迪南德·马科斯宣布戒严两年后。 这件事发生在萨马岛卡尔比加，新人民军在那里伏击了一支菲律宾陆军侦察巡逻队并缴获了他们的一些武器。

### 菲律宾民族民主阵线的成立（1973年）
菲共于1973年参照越南祖国阵线的模式成立菲律宾民族民主阵线，作为马列毛主义共产党的政治阵线，组织了接受其12点纲领的革命组织，并与印度共产党（毛主义）和尼泊尔共产党（毛主义）等外国共产党建立了国际关系。

## 馬可仕戒严时期新人民军的快速发展（1972-1986）
菲律宾共产党自1972年迪南德·馬可仕戒严时期以来经历了快速发展。
1969年至1970年的社会动荡，以及引发的“第一季度风暴”抗议活动的暴力镇压，是早期的分水岭事件之一。在这些事件中，大量20世纪70年代的菲律宾学生变得激进并反对馬可仕政府。许多以前持“温和”立场（即呼吁立法改革）的学生确信他们别无选择，只能呼吁更激进的社会变革。
后来使许多原本“温和”的反对派成员变得激进的分水岭事件包括1971年2月的迪利曼公社事件；1971年8月米兰达广场爆炸事件后，人身保护令被暂停；1972年9月全国宣布戒严。
这种激进导致了菲共和新人民军的显着增长。作家兼和平倡导者格斯·米克拉特引用了棉兰老岛的例子：“1972 年，棉兰老岛没有一名新人民军干部。是的，有活动分子，有一些煽动者……但当时除了那些最终形成的叛乱分子外，没有武装叛乱分子。”1986年馬可仕出逃时，新人民军几乎遍布棉兰老岛所有省份，甚至与摩洛民族解放阵线结成默契联盟。”
同时发生的摩洛冲突为新人民军的发展创造了有利条件。20世纪70年代，尽管政府与摩洛伊斯兰解放阵线在 1976 年达成了和平协议，但 75% 的菲律宾军队仍部署在棉兰老岛。截至 2000年，40% 的菲律宾武装部队继续与摩洛叛军交战。

### 科迪勒拉人民解放军和芒特数据和平协议的成立（1986年）
1986年，科迪勒拉人民解放军成立，当时由前牧师康拉多·巴尔韦格领导的部队脱离了新人民军，指责后者在实现其目标方面表现无能。该分裂组织的新目标是为科迪勒拉人民争取自治权。
费迪南德·馬可仕在被人民力量革命赶下台后不久，科迪勒拉人民解放军于1986年9月13日在山区省包科的达塔山酒店与新成立的菲律宾临时政府达成“停火协议”。双方之间的协议被称为1986年《芒特数据和平协议》。

## 科拉松·阿基诺政府 (1986–1992)

### 释放政治犯和活动人士“重出江湖”
费迪南德·马科斯在1986年的革命期间被废黜后，新总统科拉松·阿基诺下令释放政治犯，包括何塞·玛丽亚·西松和伯纳贝·布斯卡诺。布斯卡诺停止了与菲共-新人民军相关的活动，而西松选择流亡荷兰，并成为全国民主力量的首席政治顾问。许多加入反对马科斯地下运动的活动人士“重新江湖”。

### 门迪奥拉大屠杀与停止和谈
新政府与菲律宾共产党、新人民军、全国国防军之间举行了初步和平谈判，但谈判在 1987年1月22日发生门迪奥拉大屠杀时结束。实际上结束了菲律宾共产党、新人民军、全国国防军和科拉松·阿基诺政府的对话。

### 1992年重申派/拒绝派分裂
20世纪70年代至80年代，数千名城乡青年志愿者加入了新人民军。1992年，新人民军分裂为两派：以施顺为首的重申派和主张组建更大规模的军事部队和城市叛乱的拒绝派。在新人民军的历史中，该组织中一共出现了13个较小的派别。
这次分裂导致了菲共-新人民军的衰弱，但1998年和谈破裂、埃斯特拉达政府不受欢迎以及亚洲金融危机带来的社会压力之后又逐渐壮大。

## 拉莫斯政府 (1992–1998)

### 废除1957年反颠覆法
菲律宾政府和菲律宾共产党之间的和平进程于1992年10月11日取得突破，1957 年反颠覆法被废除，政府宣布大赦与和解政策。1992年9月1日发表了《海牙联合声明》，其中菲律宾政府和菲律宾共产党（通过民族民主阵线）同意努力实现正式谈判和“公正持久的和平”。

### 1995年和1998年的协议
1995 年，谈判签署了《安全和豁免保证联合协议》(JASIG)，根据该协议，冲突双方的谈判人员都可以“自由、安全地行动——无需担心搜查、监视或逮捕”。1998年，签署了另一项协议，即《尊重人权和国际人道主义法综合协议》（CARHRIHL），以保护平民免受两方之间的暴力侵害。

### RPA-ABB的成立(1996)
由于第二次大整风运动的意识形态分裂，新人民军位于内格罗斯地区党委于1996年脱离菲律宾共产党，成立了菲律宾革命工人党。两个月后，它组织了自己的武装力量，称为“无产阶级革命军”。
总部位于马尼拉大都会的亚历克斯·邦卡亚旅也脱离了新人民军，一年后与其结盟，组建了无产阶级革命军——亚历克斯·邦卡亚旅（RPA-ABB）。

### MLPP-RHB的成立（1998年）
1998年，一个主要位于吕宋岛中部活动的组织脱离了菲律宾共产党，采用了马列主义意识形态，而不是菲共的马列毛主义。 这成为菲律宾马克思列宁主义党，很快其武装派别(RHB) 与菲律宾政府发生了冲突。
冲突仍在继续，但媒体报道更多地集中在RHB和NPA之间的冲突中。

## 埃斯特拉达政府 (1998–2001)
和平谈判在1998年达成协议后不久就破裂了。然而，约瑟夫·埃斯特拉达同年晚些时候就任总统后，两党之间的冲突又在高层重新爆发。2001年7月，菲律宾武装部队官员指出，自 1998 年以来，新人民军的实力“平均每年增长3%至5%”。

## 阿罗约政府 (2001–2010)
2001年，菲律宾武装部队发起了一场选择性法外处决运动，试图压制新人民军的活动，该运动旨在摧毁共产主义政治基础设施。 该计划以越南战争期间实施的美国项目“凤凰计划”为蓝本。据卡尔加里大学威廉·诺曼·霍尔登博士称，2001年1月至2012年10月期间，安全部队总共实施了 1,335 起法外处决。
2002年8月9日，NPA被美国国务院认定为外国恐怖组织（FTO）。 反叛乱行动的增加对新人民军的叛乱进程产生了负面影响。 居住在荷兰的何塞·玛丽亚·西松目前是菲律宾共产党八名政治局委员和二十六名中央委员会委员（该党最高统治机构）的领导人。 尽管存在政治局，但由于全国各战线之间的沟通困难，新人民军的地方单位获得了高度自治。
造反新兵接受老战士的战斗训练和毛泽东的思想教育：“三条纪律、八项注意”； 尊重人权和国际人道主义法全面协议。 新人民军还与棉兰老岛的摩洛民族解放阵线和摩洛伊斯兰解放阵线建立了有限的战术联盟，从而能够通过彼此的领土相互调动部队。1969年至2008年间，记录的叛乱相关死亡人数超过43,000人。
日本公司经营的种植园曾遭到NPA的袭击。

## 贝尼尼奥·阿基诺三世政府 (2010–2016)
在贝尼尼奥·阿基诺三世总统执政期间，菲律宾政府与菲律宾人民党、全国民主阵线和新人民军之间发起了多项推动和平谈判的努力，挪威王国政府作为第三个国家为和平谈判提供了支持 -聚会协调员。

## 杜特尔特政府（2016-2022）
2016年7月，罗德里戈·杜特尔特总统发表国情咨文，宣布对左翼叛乱分子单方面停火。由于这一声明，和谈于2016年8月恢复并在挪威奥斯陆进行。
2017年2月，由于政府未兑现释放全部392名政治犯的承诺，菲共、新人民军、菲律宾民族民主阵线宣布退出自2017年2月10日起生效的停火协议。 在共产党杀死三名政府军士兵后，政府也退出了停火协议。 和谈被非正式终止，菲律宾武装部队宣布全面战争。
2017年3月，政府宣布新的休战协议于4月恢复和谈，第五轮计划于六月举行。
然而，在新人民军多次针对政府发动袭击后，杜特尔特总统于2017年12月5日宣布菲律宾共产党和新人民军为恐怖组织。菲律宾民族民主阵线（NDFP）并未包含在该公告中。
为了集中政府所有努力，帮助前共产主义叛乱分子重新融入社会，杜特尔特总统于2018年4月3日签署了第10号行政命令，成立了巴利克·卢布工作组，负责集中加强综合地方融合计划以及总统和平进程顾问办公室 (OPAPP) 的计划。截至2019年12月30日，工作组报告称，已有超过10,000名前CPP-NPA叛乱分子和支持者重返法律并享受福利，其中包括现金援助、生计培训、住房福利 等。
2018年12月4日，罗德里戈·杜特尔特总统签署了第70号行政命令，该命令将实现“包容性和可持续和平”的“全国方针”制度化，以帮助结束长达数十年的共产主义叛乱，同时 还成立了结束地方共产主义武装冲突国家工作组，其目的是确保该方法的高效和有效实施。该命令进一步加强了菲律宾政府打击叛乱的行动，菲律宾武装部队报告称，2018年1月1日至12月26日的军事行动中，有11,605名叛乱分子和支持者向政府投降，其中120名叛乱分子被击毙，另有196人被捕。

## 其他国家对NPA的支持

### 苏联
菲律宾共产党自1930年成立起，便或多或少受到东方阵营之首苏联方面的支持。自1949年起，驻中国旅顺海军基地的苏联海军太平洋舰队潜艇开始向虎克军（旧人民军）运送各类枪支、弹药和补给。苏联对菲共的支援直到1954年虎克军自行瓦解为止。

### 中华人民共和国
由于亲美的菲律宾政权始终支持同样受美国扶植的台湾中华民国，亦因同东南亚各国共产党之间的紧密联系，中华人民共和国从1969年新人民军成立起即为其提供支持，但由于地理位置因素而未加以大力扶持。
1975年越南全国统一后，东南亚局势有所缓解，且在中苏交恶和中美建交等多種原因下，中国最終与菲律宾政府建交，于1976年文革结束后停止了所有援助，导致菲律宾共产党活动衰弱了五年。

### 越南
由于亲美的菲律宾政权始终支持同样受美国扶植的南越，亦因同东南亚各国共产党之间的紧密联系，北越从1969年新人民军成立起即为其提供支持，但由于地理位置因素而未如对缅甸共产党一般加以大力扶持，因此菲共新人民军始终未如緬甸人民军一般成为正规化军队。
1975年越南全国统一后，中国于1976年文革结束后停止了所有援助，导致菲律宾共产党活动衰弱了五年。尽管经历挫折，革命税、敲诈勒索和大量来自其另一盟友——越南的军事援助重新点燃了叛乱。除了勒索之外，新人民军还绑架菲律宾平民和外国商人作为资金来源。
统一后的越南因1978年与中国交恶而失去中国的支持。此时越南虽然已于1976年7月12日同菲律宾政府正式建立外交关系，但由于依然被东南亚各国所孤立，且出于拉拢东南亚各国共产党在其与中国的争端中站在自己一方，因而仍未放弃对菲共和新人民军的支持。但此时黎笋全面主政下的越南已经正式停止胡志明时代对东南亚各国共产党在国际共产主义运动组织原则上的经济和军事支援，其对外援助全部因其与中国的争端和在整个东南亚扩张势力范围的利益而定，逐步演变为实用主义和利己主义性质。此外，菲共也试图争取来自当时亚洲较为富裕的两个社会主义国家——蒙古人民共和国和朝鲜的支持，曾派代表在越南方面的帮助下前往乌兰巴托和平壤联络相关事宜，并希望借此直接获得同样与中国交恶的苏联的直接支持。虽然菲律宾政府曾怀疑蒙古和朝鲜乃至其背后的苏联对新人民军提供支持，但事实上蒙朝两国在中苏交恶后明确站在苏联一边，尽管此时菲共已与中共关系恶化并中断一切联系，但由于菲共始终坚持其毛主义意识形态理论，因而苏联和蒙朝两国与菲共之间在意识形态上完全无法达成一致（类似于1978年与中国交恶后霍查执政下的阿尔巴尼亚人民共和国同苏联、朝鲜及东欧各国之间的关系，即其在与苏联交好的国家中的支持者仅有越南一国，苏联及其阵营的其他国家并不愿因其与中国交恶而为其提供支持），且三国自1970年代以来始终致力于同菲律宾政府建立正式外交关系。尽管新人民军的主要武器装备为苏制，亦有部分朝鲜制轻武器（如68式自动步枪），但实为从越南和早期从中国获得的军援。而越南自1986年开始实行革新开放并寻求与中国关系正常化后，亦开始逐步停止对菲共的援助。

### 其他
除越南外，菲共同时还与同越南关系密切的老挝人民民主共和国、柬埔寨人民共和国、缅甸共产党、泰国共产党和马来亚共产党保持紧密联系，另亦与巴勒斯坦解放组织的毛派、日本赤军、桑地诺民族解放阵线、萨尔瓦多共产党、秘鲁共产党 (光辉道路)等组织关系密切，与上述组织之间相互开展财政援助、培训和其他形式的资助。据称，民族民主阵线有在香港、比利时和南斯拉夫设立贸易公司。与此同时，菲律宾共产党在荷兰设立了支部，并派代表前往德国、法国、意大利、希腊、爱尔兰、美国、瑞典以及中东各地。随着越南在革新开放后停止援助及1990年代东欧剧变后共產主义政权在世界范围内的崩溃，外国援助最终枯竭。

## 特定地区和省份的事件

### 萨马岛
自叛乱初期以来，萨马岛一直被认为是新人民军的主要据点。 虽然萨马岛分别占菲律宾人口和领土的 2% 和 4.47%，但NPA相关事件的 11% 发生在该岛上。 萨马岛由森林茂密的山区组成，为游击战争的进行提供了天然的掩护。
叛乱蔓延的一个重要因素是土地问题。土地改革只能为数百万菲律宾无地农民提供有限的解决方案。 以萨马岛为例，40个拥有土地的氏族控制着岛上大约一半的农业用地。 土地所有者对工人阶级租户的骚扰和暴力事件导致两个社会群体之间的紧张关系不断升级。
萨马岛成为据点的另一个因素是，历史上该岛一直是最反抗美国、西班牙和日本占领的岛屿之一。
1976年，新人民军通过对偷牛团伙的治安行动，赢得了萨马岛居民的广泛支持。 次年，NPA 从条件较差的宿雾和马尼拉调走了特工。 部队的涌入使新人民军能够组建全面从事游击活动的部队。  1982年，非官方的共产主义政府成立，巩固了萨马岛作为共产主义据点的地位。20世纪80年代椰子产业的衰落极大地影响了许多萨马拉诺人的生计，进一步助长了叛乱。2011年1月至2012年12月期间，萨马省共发生153起叛乱事件，造成21人死亡、55人受伤。

### 棉兰老岛
在费迪南德·马科斯于1972年9月23日宣布戒严之前，新人民军并未在棉兰老岛活动，棉兰老岛也只是出现了摩洛分离主义冲突的开端。 马科斯实施的戒严令使这种情况变得激进，直到和平倡导者格斯·米克拉特指出：“当马科斯于1986年出逃时，新人民军几乎遍布棉兰老岛的所有省份，甚至与摩洛伊斯兰解放阵线结成默契联盟。”

## 和平进程
根据总统和平进程顾问办公室的记录，截至2017年11月，菲律宾政府和各方已进行了 40 多轮和平谈判。